# Charles Mengin

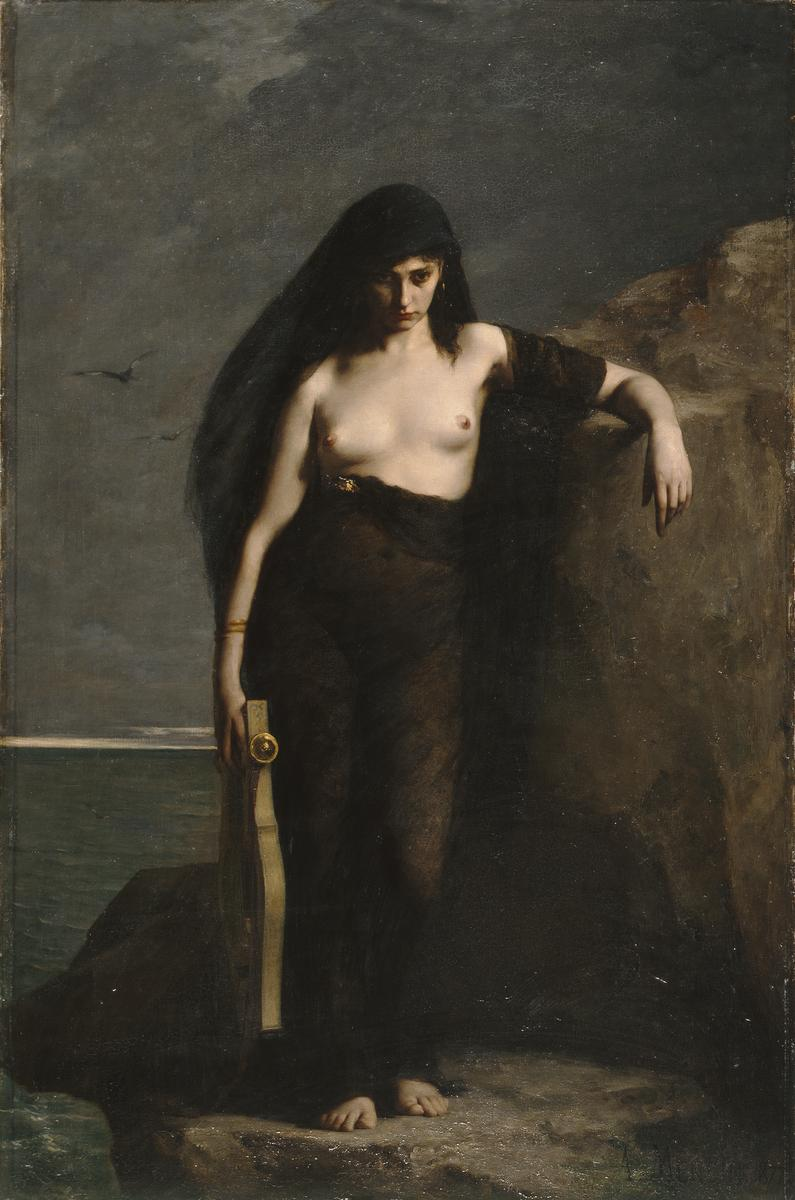
Safo (1877), na Galeria de Arte de Manchester, Inglaterra.

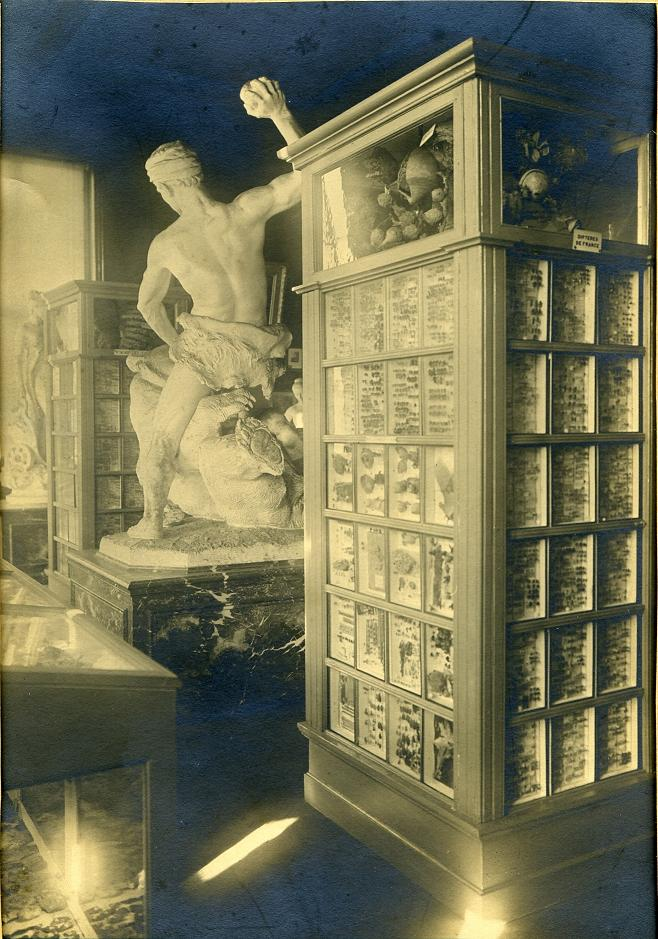
Imagem de 1900 da sala no Museu de Elbeuf para Exploração de David (1885), estátua de gesso exposta primeiramente no Salão, depois adquirida pelo Estado francês e exposta no Museu de Elbeuf em 1886.

Charles August Mengin (Paris, 5 de julho de 1853 – Paris, 3 de abril de 1933) foi um escultor e pintor acadêmico francês.
É conhecido nos dias de hoje pela sua pintura da poetisa grega Safo, feita em 1877, agora pertencente à coleção da Galeria de Arte de Manchester, na Inglaterra.

## Biografia
Nasceu em Paris, na França, em 5 de julho de 1853. Estudou pintura e escultura na renomada École Nationale Supérieure des Beaux-Arts, onde foi aluno dos pintores e escultores franceses Gecker, Paul Baudry, Alexandre Cabanel e Aimé Millet.
Sua primeira exposição ocorreu no Salão de Paris em 1876, onde exibiu até 1927. Ganhou medalha de 3ª classe no Salão em 1876 e uma medalha de prata na Exposição Universal de 1900.
Morreu em Paris em 3 de abril de 1933.